# Zamek (Nowa Korytnica)
Zamek (niem. Schloss Nemischhof) – część osady Nowa Korytnica o niestandaryzowanej nazwie w Polsce położona w województwie zachodniopomorskim, w powiecie choszczeńskim, w gminie Drawno.
W latach 1975–1998 miejscowość administracyjnie należała do województwa gorzowskiego.
Miejscowość położona jest na terenie należnym do osady Nowa Korytnica, ale w pobliżu osady Niemieńsko. Miejscowość składa się z pałacu i towarzyszących mu zabudowań, mają one adres Niemieńska.
W osadzie znajduje się pałac myśliwski, zwany zamkiem. W pałacu znajduje się  Ośrodek Szkolno-Wychowawczy dla dzieci i młodzieży.